# Carl Hartwig
Carl Hartwig (ur. 5 lutego 1832 w Poznaniu, zm. 18 października 1879 tamże) – niemiecki kupiec, spedytor, założyciel przedsiębiorstwa C. Hartwig. 
Carl Hartwig był jednym z najbogatszych XIX-wiecznych niemieckich przedsiębiorców poznańskich. Carl zajmował się różnymi formami biznesu (m.in. handlem). Jednak największy sukces przyniosła mu znana do dziś firma spedycyjno-transportowa C. Hartwig założona 1 lipca 1858. Dzięki swojej innowacyjności (np. patentowi na wóz meblowy) oraz rozwojowi firmy, przedsiębiorca uzyskał miano spedytora cesarskiego.